# Râul Tambura
Râul Tambura este unul râu afluent al râului Cuca. 